# Страховий ризик
Страхови́й ри́зик — певна подія, на випадок якої проводиться страхування і яка має ознаки ймовірності та випадковості настання.
Страховий ризик  — це ймовірність зазнати втрат очікуваної економічної (фінансової) користі або прямих збитків через появу непевної (випадкової) події, що стосується майнового інтересу членів суспільства.
Страховий ризик — це обставина, внаслідок якої застрахована особа або члени її сім'ї можуть втратити тимчасово засоби існування та потребувати матеріального забезпечення або надання соціальних послуг за загальнообов'язковим державним соціальним страхуванням у зв'язку з тимчасовою втратою працездатності та витратами, зумовленими народженням та похованням.
Страховий ризик не повинен бути:
- неминучим;
- невідворотнім

## Класифікація страхових ризиків
Класифікація страхових ризиків:
- чисті — здійснюється страхове відшкодування;
- спекулятивні — переважно виникають при азартних іграх, лотереях, які не потребують страхового захисту, адже передбачають як втрати, так і прибутки (виграш).

1. Залежно від джерела небезпеки (походження):
- природні (об'єктивні) — зумовлені проявом стихійних сил природи. Природне походження ризиків характеризується цілковитою незалежністю причин їх виникнення від суб'єкта (випадкова подія, стихійне явище);
- антропогенні (суб'єктивні) — виникають як наслідок діяльності людей. Вони є похідною економічних, технологічних та організаційних змін, що являють собою необхідну умову розвитку суспільства.

2. З огляду на ризикогенні об'єкти:
- майнові — виявляються на майнових об'єктах та у майнових інтересах власників певних видів майна;
- особисті — притаманні людям. Це ризики фізичного, фізіологічного та соціального походження.

3. За обсягом відповідальності:
- індивідуальні — характерні для окремих особливих предметів, таких як антикваріат, твори мистецтва тощо;
- універсальні — входять до обсягу відповідальності страховика за більшістю договорів страхування.

4. За кількісними параметрами (величина збитка):
- катастрофічні;
- великі,
- середні,
- малі,
- незначні,
- звичайні.

5.У загальному розмежуванні ризиків виділяють такі їх групи:
- політичні ризики пов'язані з непередбачуваними діями, заходами чи акціями законодавчих або виконавчих органів влади, іноземних держав щодо конкретної суверенної держави, підприємств або приватних осіб цієї держави.
- екологічні ризики пов'язані зі забрудненням довкілля і зумовлені діяльністю людини у виробництві.
- транспортні ризики поділяють на ризики каско (страхування різноманітних транспортних засобів) і карго (страхування вантажів, що перевозяться різними видами транспортних засобів).
- технічні ризики проявляються як аварії внаслідок раптового виходу з ладу машин, обладнання, збою в технології виробництва. Вони мають універсальний характер, можуть нанести збитки майну, життю, здоров'ю людей та майновим інтересам юридичних осіб. Технічні ризики можуть проявлятися як промислові ризики, будівельно-монтажні тощо.

За підходами до класифікації виділяють американську та європейську класифікацію.

## Основні характеристики ризику
Основними характеристиками ризику, які мають велике значення для страхування, є:
- частота настання події щодо місця та часу — визначає ступінь настання страхових випадків за тим чи іншим видом страхування. Розраховується як відношення кількості страхових випадків до кількості договорів страхування або кількості застрахованих об'єктів за певним видом страхування. Об'єкти, що пропонуються на страхування, відрізняються різним ступенем небезпеки. На практиці спостерігаються періоди часу різкого підвищення страхового ризику, коли значно зростає кількість несприятливих подій із негативними наслідками;
- важкість наслідків (величина збитку) — визначається як матеріальний збиток, нанесений страхувальнику внаслідок страхового випадку. На основі величини збитку (з урахуванням системи страхового забезпечення) виконуються розрахунки страхового відшкодування.

## Список використаних джерел
1. Вовчак О. Д. Страхова справа: Підручник. — К.: Знання, 2009. — 425с.
2. Заіка Ю. О. Українське цивільне право. Навч. посіб. — К. Істина, 2005. — 312 с.
3. Клапків М. С. Страхування фінансових ризиків: монографія / М. С. Клапків. — Тернопіль: Екон. думка, Карт-бланш, 2002. — 570 с
4. Осадець С. С. Страхування: Підручник / Керівник авт. колективу і наук. ред. С. С. Осадець. — Вид. 2-ге, перероб. і доп. — К.: КНЕУ, 2002. — 599 с.

5. https://web.archive.org/web/20131215202056/http://zakon.nau.ua/doc/?uid=1078.12218.0